# Сентро де Реадаптасион Сосијал Нумеро 3, Сересо (Гвадалупе Викторија)
Сентро де Реадаптасион Сосијал Нумеро 3, Сересо (шп. Centro de Readaptación Social Número 3, Cereso) насеље је у Мексику у савезној држави Дуранго у општини Гвадалупе Викторија. Насеље се налази на надморској висини од 2010 м.

## Становништво
Према подацима из 2010. године у насељу је живело 265 становника.

### Хронологија
| Година       | 2010 |
| ------------ | ---- |
| Становништво | 265  |

### Попис
| # | Индикатор                     | Вредност |
| - | ----------------------------- | -------- |
| 1 | Укупно домаћинстава           | 1        |
| 2 | Укупно насељених домаћинстава | 1        |
| 3 | Величина локације             | 2        |